# Sergio Vuskovic
Abraham Sergio Vuskovic Rojo (Illapel, 19 de octubre de 1930-Valparaíso, 19 de agosto de 2021) fue un profesor, político y escritor chileno de ascendencia croata.

## Biografía

### Primeros años
Estudió en el Liceo Eduardo de la Barra de Valparaíso. Luego estudió Pedagogía en Castellano y Filosofía en el Instituto Pedagógico de Valparaíso durante cuatro años y terminó el quinto y último, en el Instituto Pedagógico de la Universidad de Chile en Santiago, donde se tituló en 1956.[cita requerida] Militante del Partido Comunista, en 1952, durante sus años de estudiante, conoció a Salvador Allende y Pablo Neruda, con quienes mantuvo una profunda amistad. Realizó estudios de posgrado en la Universidad Estatal de Moscú, entre 1960 y 1961.[cita requerida]
Una vez titulado, se desempeñó como profesor del Liceo de Lautaro entre 1957 y 1958. Luego se trasladó junto con su familia a Valparaíso para trabajar como profesor del Liceo Eduardo de la Barra entre 1959 y 1973. A la par, impartió clases como profesor de filosofía en la sede de Valparaíso de la Universidad de Chile entre 1966 y 1973.	
Se casó con Elena Villanueva Tonacca, con quien tuvo dos hijos: Iván Sergio y Danitca María Elena.

### Carrera política
Durante el gobierno de la Unidad Popular fue nombrado por el presidente Salvador Allende como alcalde de Valparaíso (1970-73).
Después del golpe de Estado de Augusto Pinochet, fue detenido y torturado en el Buque Escuela Esmeralda. Posteriormente, fue llevado como prisionero político al Campo de Concentración de Isla Dawson, donde permaneció ocho meses. En total, permaneció detenido tres años, incluyendo los campos de concentración de Puchuncaví y Ritoque. Posteriormente, marchó al exilio a Italia.
Se retiró del Partido Comunista y formó el Partido Democrático de Izquierda (PDI). En 1992 fue candidato a concejal de Valparaíso con un cupo del Partido por la Democracia, donde no resultó elegido.

### Exilio y retorno
Durante su exilio en Italia, entre 1977 y 1988 se desempeñó como profesor de Historia de la Filosofía en la Universidad de Bolonia, y de Filosofía Latinoamericana en la Universidad de Ferrara, en 1989. Obtuvo la  ciudadanía honoraria de la ciudad de Martignano, provincia de Lecce, Italia, el 16 de junio de 1988.
De regreso en Chile, tras el fin de la dictadura, fue profesor de problemas de la cultura contemporánea, de sociología y filosofía. Dirigió el Centro de Estudios del Pensamiento Latinoamericano (CEPLA) en la Universidad de Playa Ancha y la revista Cuadernos del Pensamiento Latinoamericano.

## Homenajes
Sergio Vuskovic fue nombrado Ciudadano Ilustre de Valparaíso, por parte de la Municipalidad, el 17 de abril de 2002. Recibió el Premio UNESCO, de la Municipalidad de Valparaíso, el 2 de julio de 2003, el Premio Municipal de Literatura, mención Ensayo, el 13 de abril de 2004 y el Premio Cultura, Memoria y Derechos Humanos, del Consejo de la Cultura y las Artes de Valparaíso, en 2014. 
En 2016, fue postulado al Premio Nacional de Derechos Humanos por la Municipalidad de Valparaíso y la Universidad de Playa Ancha.

## Historial electoral

### Elecciones parlamentarias de 1969
- Elecciones parlamentarias de 1969 a Senador por la Tercera Agrupación Provincial, Valparaíso y Aconcagua[4]

| Candidato                   | Partido | Votos  | %     | Resultado |
| --------------------------- | ------- | ------ | ----- | --------- |
| Pedro Ibáñez Ojeda          | PN      | 49.694 | 16,49 | Senador   |
| Luis Guevara Ortúzar        | PN      | 7.227  | 2,4   |           |
| Luis Corvalán Lepez         | PCCh    | 58.569 | 19,43 | Senador   |
| Sergio Vuskovic Rojo        | PCCh    | 8.677  | 2,88  |           |
| Luis Horvitz Vásquez        | USOPO   | 2.602  | 0,86  |           |
| Luis Bossay Leiva           | PR      | 43.200 | 14,34 | Senador   |
| Olaf Olsen Provist          | PR      | 6.512  | 2,16  |           |
| Adonis Sepúlveda Acuña      | PS      | 7.625  | 2,53  |           |
| Carlos Cortés Díaz          | PS      | 2.275  | 0,75  |           |
| Humberto Fuentealba Herrera | PS      | 3.296  | 1,09  |           |
| Benjamín Prado Casas        | DC      | 45.533 | 15,11 | Senador   |
| Alfonso Ansieta Núñez       | DC      | 12.002 | 3,98  |           |
| Emiliano Caballero Zamora   | DC      | 7.676  | 2,55  |           |
| Jorge Molina Valdivieso     | DC      | 17.451 | 5,79  |           |
| Hugo Ballesteros Reyes      | DC      | 29.020 | 9,63  | Senador   |

### Elecciones municipales de 1992
- Elecciones municipales de 1992, Valparaíso[5]

| Candidato                       | Pacto                           | Partido | Votos  | %     | Resultado |
| ------------------------------- | ------------------------------- | ------- | ------ | ----- | --------- |
| Hernán Pinto Miranda            | Concertación por la Democracia  | PDC     | 58 617 | 39,87 | Alcalde   |
| Alejandro Navarrete Pinochet    | Participación y Progreso        | UDI     | 17 152 | 11,67 | Concejal  |
| Alberto Neumann Lagos           | Partido Comunista               | PC      | 6685   | 4,55  |           |
| Gonzalo Yuseff Quirós           | Participación y Progreso        | RN      | 6684   | 4,55  | Concejal  |
| Jorge Castro Muñoz              | Participación y Progreso        | UDI     | 5563   | 3,78  | Concejal  |
| Marisol Paniagua Soto           | Concertación por la Democracia  | PPD     | 4975   | 3,38  | Concejal  |
| Eugenio Trincado Suárez         | Concertación por la Democracia  | PDC     | 4307   | 2,93  | Concejal  |
| Marina Huerta Rosales           | Concertación por la Democracia  | PDC     | 3633   | 2,47  | Concejal  |
| Juan Etcheverry Matamala        | Unión de Centro Centro          | UCC     | 3189   | 2,17  |           |
| Sergio Vuskovic Rojo            | Concertación por la Democracia  | PPD     | 3180   | 2,16  |           |
| Katrina Sanguinetti Tachibana   | Concertación por la Democracia  | PS      | 2940   | 2,00  |           |
| Uziel Valle Venegas             | Concertación por la Democracia  | PDC     | 2399   | 1,63  | Concejal  |
| Jesús Juvenal Larrabeiti Correa | Concertación por la Democracia  | PR      | 2278   | 1,55  | Concejal  |
| José Debernardi Pizarro         | Independientes (Fuera de pacto) | IND     | 2052   | 1,40  |           |
| Sergio Topaz Rusowsky           | Concertación por la Democracia  | SDCH    | 1442   | 0,98  | Concejal  |